# Wil Devils
Le club des Wil Devils est le club de baseball de Wil, commune du canton de Saint-Gall, en Suisse. Il évolue actuellement en LNA, la première division du championnat de Suisse. 

## Histoire
Le club est fondé en 1987. Dès 1988 il évolue en LNB, et ce jusqu'en 1996. De 1999 à 2001 ils jouent en LNA, la première division de baseball suisse, rétrograde en LNB de 2002 à 2005, puis évoluent à nouveau en LNA en 2006. Cette année-là, l'équipe 1 termine à la dernière place du groupe 2 de LNA, puis joue des play-offs contre les Embrach Rainbows, classé premier de la LNB. Les Wil Devils perdent deux rencontres sur une partie au meilleur de trois rencontres(4-9 et 3-14), et descendent donc en LNB.